# El niño y la muerte

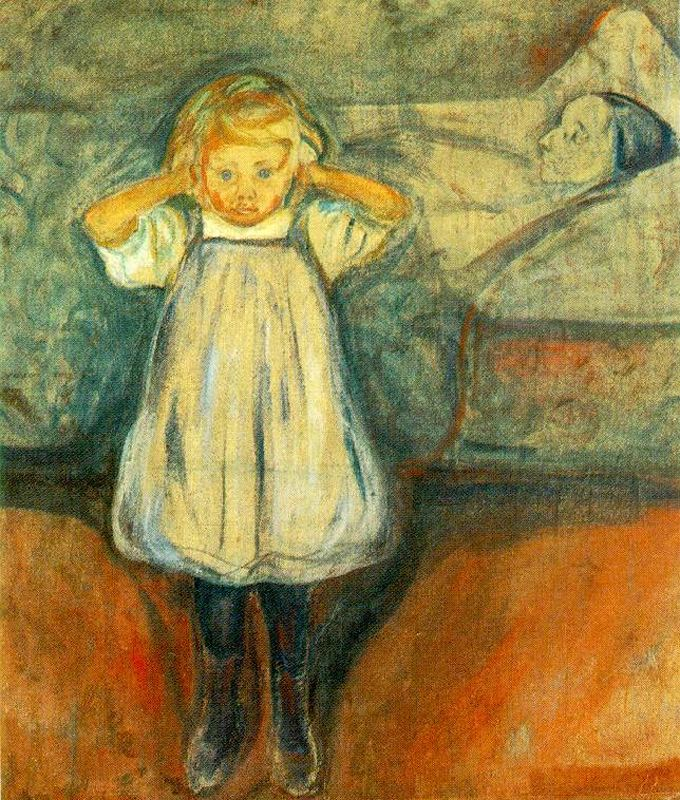
El niño y la muerte, 1899.

El niño y la muerte es una pintura al óleo de 1899 de Edvard Munch. Se exhibe en la Galería de arte de Bremen desde 1918. Muestra a una niña ante el lecho de muerte de su madre, mirando con miedo al espectador. En 2005, una segunda pintura del pintor, previamente desconocida, fue descubierta debajo del lienzo. Una versión del motivo que se relaciona con la familia Munch y la muerte prematura de su madre se realizó entre 1897 y 1899 y está colgada en el Museo Munch de Oslo. En 1901 creó un grabado al aguafuerte basado en el motivo.

## Descripción
La imagen es un poco más alta que ancha. En la mitad izquierda de la imagen, mostrada levemente desde arriba, se puede ver a una niña pequeña de cabello rubio, de cara al espectador, de pie frente a la cama de una mujer muerta, a quien da la espalda. Sus brazos están levantados, sus manos presionadas contra las orejas, su cabeza ligeramente baja. Su expresión es atemorizada, sus ojos azules están muy abiertos. La niña lleva una blusa blanca, cuyas mangas se han deslizado hacia atrás, debajo de un vestido morado pálido hasta las rodillas, medias negras y botas oscuras. Las puntas de los pies casi llegan al final de la imagen. Desde aquí, la sombra cae en diagonal hacia la derecha detrás, de modo que crea una conexión entre la figura de la niña alejada de la cama y la figura que yace en el fondo. Esta está acostada en una cama, cuyo borde inferior comienza horizontal aproximadamente al nivel del tercio más bajo de la imagen y cuya cabecera está en el lado derecho. La cabeza de la mujer de cabello oscuro se puede ver de perfil con los ojos cerrados, profundamente hundida en una almohada blanca de bordes levantados. También se puede ver un poco de la parte superior del cuerpo, cubierto de blanco, probablemente la mortaja; los brazos parecen cruzados sobre el pecho. La colcha verdosa se empuja hacia atrás aproximadamente por debajo del pecho. Su color se funde casi imperceptiblemente con el de la pared gris verdosa detrás de la cama, mientras que el naranja apagado del piso se repite en las sombras a ambos lados de la almohada y que puede asociarse con manchas de sangre. La mujer muerta se ve extremadamente demacrada y el color de su piel apenas difiere del de la funda de la almohada. Contrasta fuertemente con el color de piel saludable y la postura tensa de la niña, aparentemente paralizada por la impresión de la muerte.
La pintura permite asociaciones con experiencias traumáticas de la infancia y juventud del pintor. Munch perdió a su madre, que murió de tuberculosis, a la edad de cinco años, y nueve años después a una de sus hermanas, Sophie, que había sufrido la misma enfermedad fatal. Su hermana Laura sufrió depresión.
Según un comentario sobre la imagen, Munch creó "figuras expresivas desgarradoras que tocan directamente al espectador. El horror silencioso de la niña ante el rostro de la madre muerta resulta ser una variante del famoso El grito." 

## Historia
El cuadro fue comprado por la Galería de arte de Bremen en 1918. El director de la galería de arte, Emil Waldmann, pagó 20.000 marcos por el cuadro, que fue el primer cuadro de Munch adquirido por un museo alemán.
A petición del Museo Munch de Oslo, que quería crear una lista de las obras completas de Munch y requería datos precisos,  el Kunstverein Bremen lo examinó más de cerca en 2005. Los rayos X llevaron a descubrir que debajo del cuadro El niño y la muerte había un segundo lienzo del mismo formato con otro cuadro de Munch. Esta obra no está firmada ni fechada, data de alrededor de 1895 a 1898 y muestra a una elegante jovencita de perfil desnuda y sentada junto a varias cabezas grandes, de colores intensos, parecidas a máscaras. Se titula Chica y tres cabezas masculinas. El cuadro El niño y la muerte, comprado en 1918, se montó en un nuevo bastidor después de este descubrimiento para poder mostrar ambas obras.
No está claro por qué la segunda imagen estaba debajo del lienzo. Posiblemente la obra, que según la comisaria del museo Dorothee Hansen “no es una obra maestra”, sirvió como soporte para El niño y la muerte por escasez de materiales o porque no cumplía con los requisitos del artista. Numerosas huellas dactilares en los bordes de la imagen sugieren que el trabajo a menudo se movía hacia adelante y hacia atrás cuando la pintura aún no se había secado, por lo que se puede suponer que Munch pasó mucho tiempo trabajando en la composición.
Ambas imágenes se mostraron en la exposición Edvard Munch - Puzzles detrás del lienzo celebrada en Bremen en 2011-12.

## Otras versiones

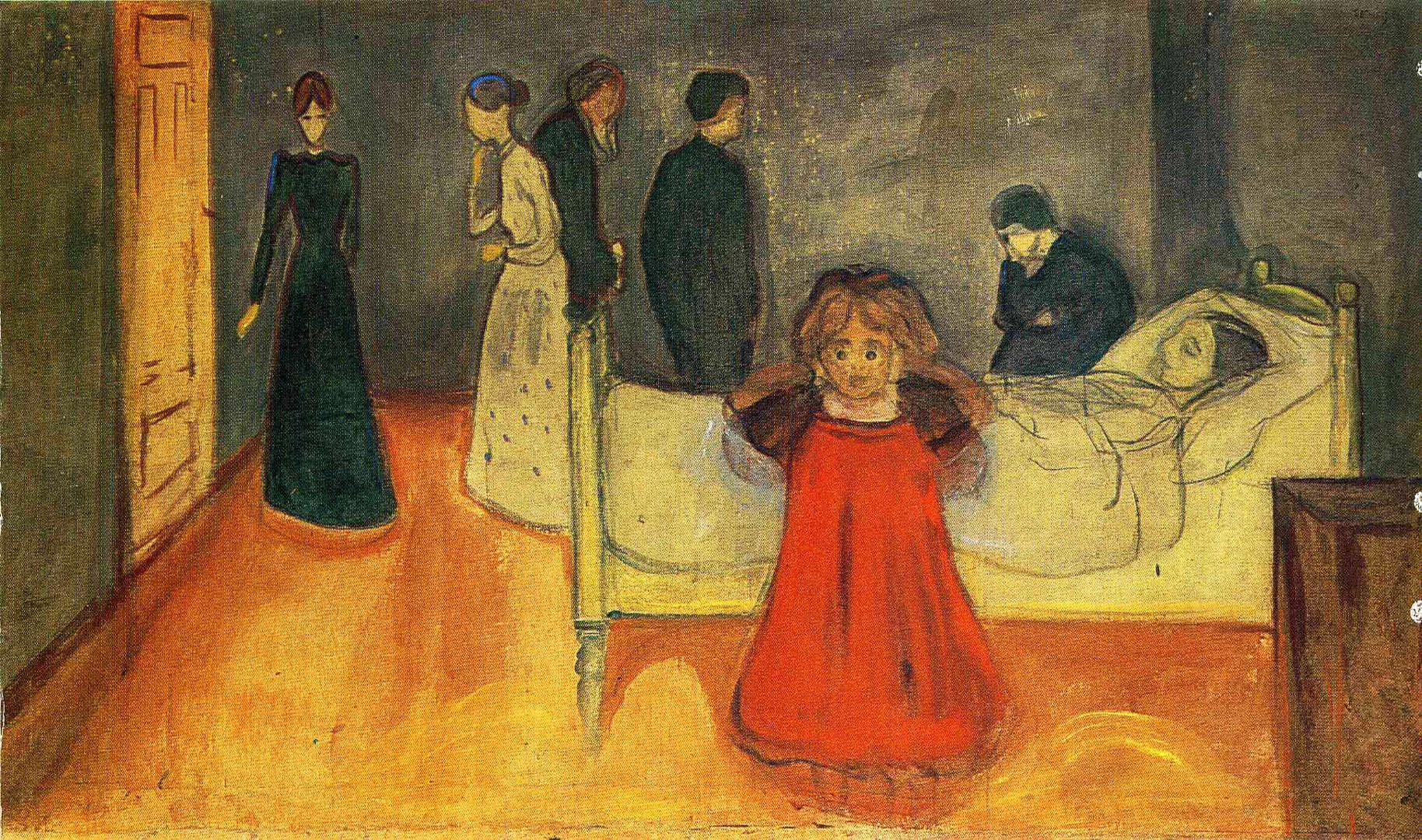
El niño y la muerte, 1897 a 1899; Museo Munch, Oslo.

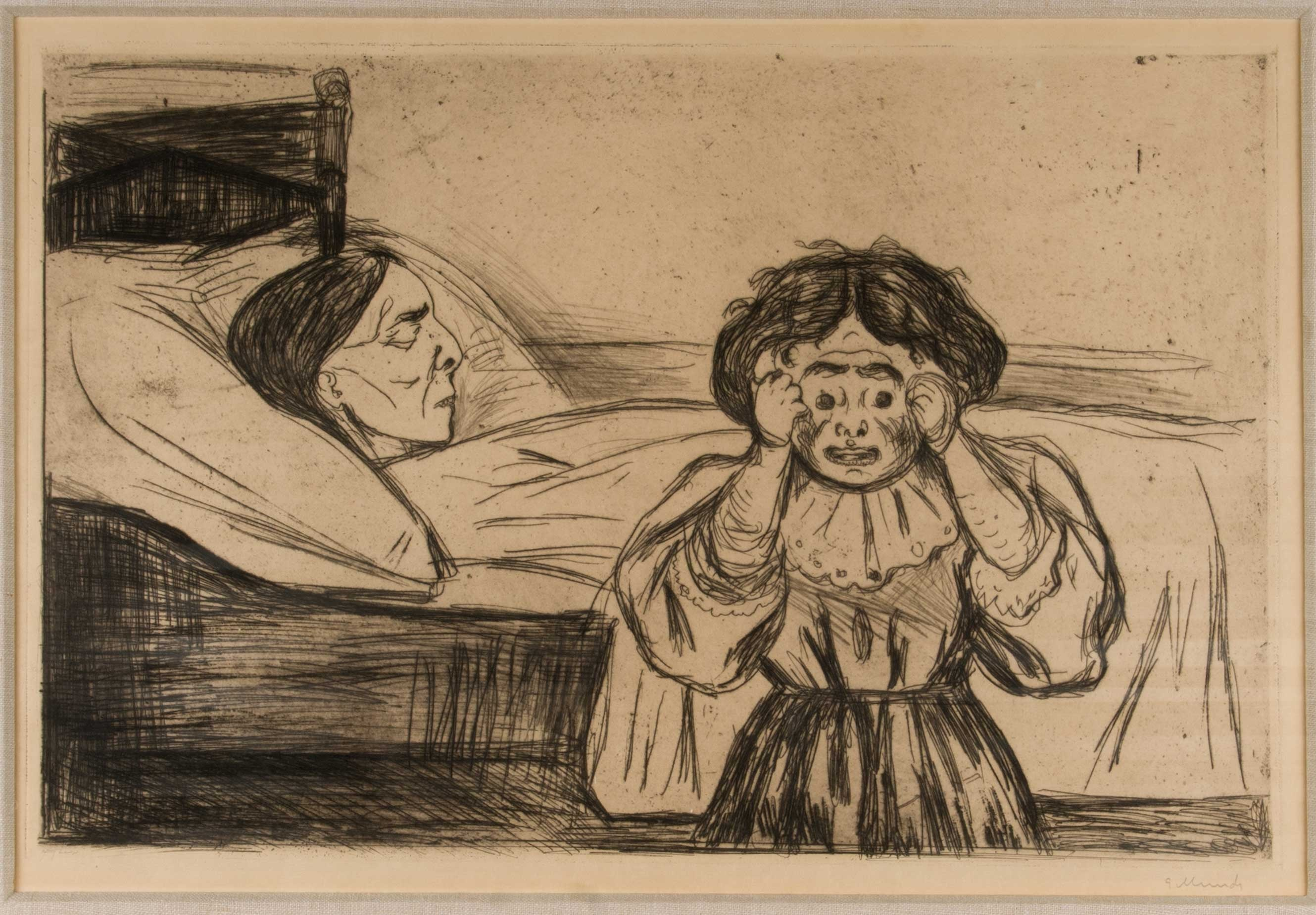
El niño y la muerte, aguafuerte; 1901.

Un primer boceto del motivo se remonta a 1889. Entre 1897 y 1899, Munch completó su primera pintura, que ahora se encuentra en el Museo Munch de Oslo. Está pintado con una técnica de caseína fina que le da al cuadro una transparencia de ensueño. A diferencia de la pintura de 1899, muestra una escena de interior y ofrece un vistazo a la amplia y vacía habitación de la moribunda. El colorido, en particular el suelo rojo terracota y las paredes verde oscuro, retoma los colores de otras representaciones de la muerte, como Muerte en la habitación de la enferma. Las figuras del fondo también asumen poses familiares, de modo que pueden identificarse como miembros de la familia Munch: desde la izquierda, la hermana menor, Inger, mirando directamente al espectador, espalda con espalda, la tía Karen y el padre Christian, luego Edvard y su hermano Andreas en una pose que recuerda la del cuadro Melancolía.
La niña en primer plano es la hermana mayor de Munch, Sophie, que tenía seis años en el momento de la muerte de su madre. A diferencia de la gente borrosa en el fondo, ella llama inmediatamente la atención con su vestido rojo y su presencia. En cierto sentido, actúa como portavoz de los demás miembros de la familia y expresa su dolor de manera muy directa. Sin embargo, proviene de un momento diferente al de los adultos del fondo, por lo que Munch fusiona dos niveles de tiempo en la imagen: la tragedia inmediata de la muerte y su impacto en los afligidos muchos años después.
El cambio del primer cuadro de 1897/99 al segundo de la Galería de Arte de Bremen es, según Ulrich Bischoff, típico de la radicalización artística de Munch, que se produce tanto en la composición como en la técnica pictórica. Con el cambio de formato de interior a retrato, se ha omitido la representación psicológica de la familia y la habitación de la moribunda. Todo lo que queda es la niña ante el lecho de muerte de su madre. La técnica también ha cambiado: la pintura al óleo húmeda solo cubre el lienzo en algunos lugares (cuello y mangas de la niña), los rasgos faciales están dibujados con pastel al óleo. La figura infantil sobresale del suelo marrón rojizo hacia la zona azul oscura de la muerte. Conecta así la vida y la muerte.

Se puede encontrar una versión reflejada del motivo en un aguafuerte realizado en 1901. Las impresiones al aguafuerte se muestran en el Museo Munch y la Galería Nacional de Noruega en Oslo, así como en los países de habla alemana en Bremen, Chemnitz, Hamburgo, Leipzig y Mannheim.

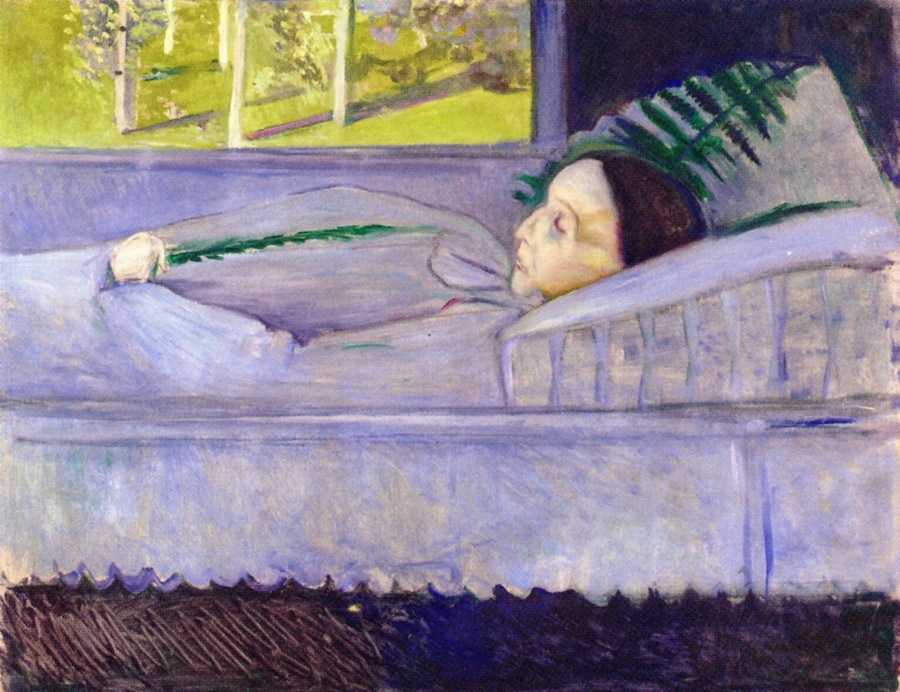
La madre muerta con un paisaje primaveral (1893), Museo Munch de Oslo.
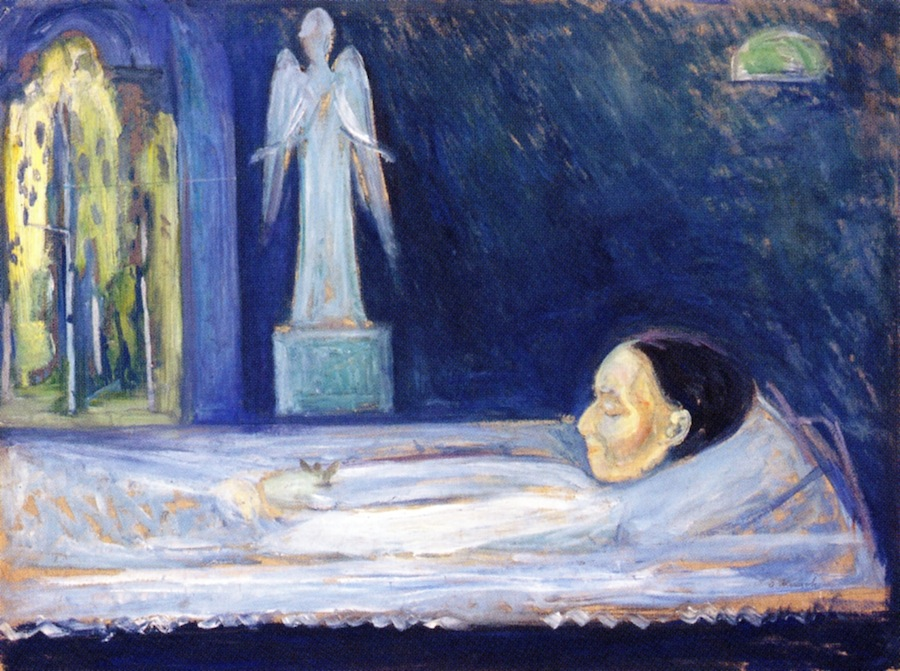
La madre muerta y el ángel de la muerte (1893), Museo Munch de Oslo.

Dos precursores del motivo realizados en 1893 representan a la madre fallecida en su lecho de muerte sin la niña u otros familiares en duelo. Aunque ambos fueron creados en 1893, son muy diferentes tanto en el entorno como en el estilo: La madre muerta con un paisaje primaveral hace una declaración alegórica sobre la esencia de la muerte y es bidimensional y sintética, mientras La madre muerta y el ángel de la muerte está pintada de forma bastante impresionista. Reinhold Heller deduce de esto que Munch adaptó su estilo al tema de sus cuadros.